# Złotniki Wielkie
Złotniki Wielkie – wieś w Polsce położona w województwie wielkopolskim, w powiecie kaliskim, w gminie Żelazków.
Przez miejscowość przebiega i kończy się linia kolejki wąskotorowej Kaliskiej Kolei Dojazdowej Zbiersk - Złotniki Wielkie.
W latach 1975–1998 miejscowość administracyjnie należała do województwa kaliskiego.